# Phaeothamniophyceae
Phaeothamniophyceae је мала класа аутотрофних хетероконтних протиста, којој припадају представници на трихалном, палмелоидном, капсоидном и кокоидном ступњу организације. Поседују очну мрљу. У хлоропластима су присутни хлорофили a и c, фукоксантин, хетероксантин, дијатоксантин и диадиноксантин.